# Monty Python Live (Mostly)
Monty Python Live (mostly) (Monty Python en vivo (más o menos)); con el lema One Down, Five To Go («uno fuera, cinco en pie») fue un espectáculo creado por el grupo británico Monty Python en Londres en julio de 2014. El DVD se adquiere en The O₂ y está dedicado a Robin Williams.

## Reparto

### Los Pythons
- Graham Chapman (imágenes de archivo)
- John Cleese
- Terry Gilliam
- Eric Idle
- Terry Jones
- Michael Palin

### Otros figurantes
- Carol Cleveland
- Samuel Holmes

### Invitados especiales (en el sketch delBlackmail)
- Stephen Fry - 1 de julio
- Lee Mack - 2 de julio
- Bill Bailey - 3 de julio
- Noel Fielding - 4 de julio
- Matt Lucas - 5 de julio
- Warwick Davis - 15 de julio
- Simon Pegg - 16 de julio
- David Walliams - 17 de julio
- Eddie Izzard - 18 de julio (aparece también como 'Bruce' en el 20 de julio)
- Mike Myers - 20 de julio

#### Cameos (ya grabados)
- Profesor Brian Cox
- Profesor Stephen Hawking (El día 20 de julio, Hawking acudió al espectáculo.)